# Tocantins
Tocantins là một trong các bang của Brasil, bang này được thành lập năm 1988 từ phần phía bắc của Goiás. Đây là bang trẻ nhất của Brasil, thành phố Palmas chỉ mới được bắt đầu xây dựng từ năm 1989, khác hẳn so với các thành phố có tuổi đời từ thời thuộc địa Bồ Đào Nha. Nơi đây có con sông Amazon và các cánh đồng bao la.
Ilha do Bananal nằm ở phía nam của bang, là hòn đảo nước lớn nhất thế giới. Tocantins cũng là quê hương của Vườn quốc gia Araguaia và Khu bảo tồn Carajás Indian. Một điểm nhấn nữa của bang là Jalapão, cách 250 km với thành phố Palmas. Tại đây, các con sông tạo nên những ốc đảo ở khu vực địa lý khô cằn, thu hút nhiều khách du lịch sinh thái.

## Liên kết
| Tìm hiểu thêm về Tocantins tại các dự án liên quan |                                   |
| Tìm kiếm Wiktionary                                | Từ điển từ Wiktionary             |
| Tìm kiếm Commons                                   | Tập tin phương tiện từ Commons    |
| Tìm kiếm Wikinews                                  | Tin tức từ Wikinews               |
| Tìm kiếm Wikiquote                                 | Danh ngôn từ Wikiquote            |
| Tìm kiếm Wikisource                                | Văn kiện từ Wikisource            |
| Tìm kiếm Wikibooks                                 | Tủ sách giáo khoa từ Wikibooks    |
| Tìm kiếm Wikiversity                               | Tài nguyên học tập từ Wikiversity |

- (tiếng Bồ Đào Nha) Tocantins Official Website
- (tiếng Anh) Tocantins Official International Website
- (tiếng Anh) Tourism năm Jalapão, Tocantins
- (tiếng Anh) List of cities năm Brazil (all cities and municipalities)